# Morenito de Nimes
Lionel Rouff (Neuilly-sur-Seine, 1 de diciembre de 1969), más conocido bajo el seudónimo de "Morenito de Nimes", es un torero francés.

## Presentación
De madre senegalesa y padre parisino, Lionel Rouff toma el apodo de "Morenito" (pequeño moreno), tal como lo hicieron los toreros morenos antes que él, el famoso venezolano Morenito de Maracay, después de él Rachid Ouramdane" Morenito de Arlés ” Y también los que menos tienen Morenito de Portugal’.

## Carrera
Su carrera como novillero estuvo marcada por el éxito, destacando en Lloret de Mar el 31 de marzo de 1991, donde se presentó para su primera novillada picada junto con Juan Carlos Belmonte frente al ganado de Hermanos Robles.
Su alternativa tiene lugar el 17 de agosto de 1997 en Saintes-Maries-de-la-Mer ( Francia, departamento de Bocas del Ródano ) teniendo como padrino a “ Chamaco ” Y como testigo a Erick Cortés frente a los toros de la ganadería de Viento Verde. Ese día resultó gravemente herido en los primeros pases de muleta, pero eso no le impidió seguir toreando.
Luego tuvo una carrera accidentada, con grandes éxitos : le corta una oreja el 8 de mayo de 1999 en Nimes en compañía de Fréderic Leal y Swan Soto, frente a los toros de la ganadería Scamandre, así como el 19 de agosto de 2000 en Saint-Laurent-d'Aigouze .
En Perú, en 2001, triunfó en la feria de Santa Cruz de Cajamarca
Pero las ofertas de contrato son más raras, como podemos ver todavía en Vergèze en 12 de marzo de 2005 y en Nimes el 23 de mayo de 2007 .
No terminó su carrera. Actualmente suele ser un torero sobresaliente, enseña español en diversas instituciones mientras apoya a los jóvenes toreros franceses. Preside la muy reciente AMTF ( Asociación de Matadores de Toros Franceses ) que la prensa taurina ha hecho eco a ambos lados de los Pirineos.